# Schlachthof (Offenburg)

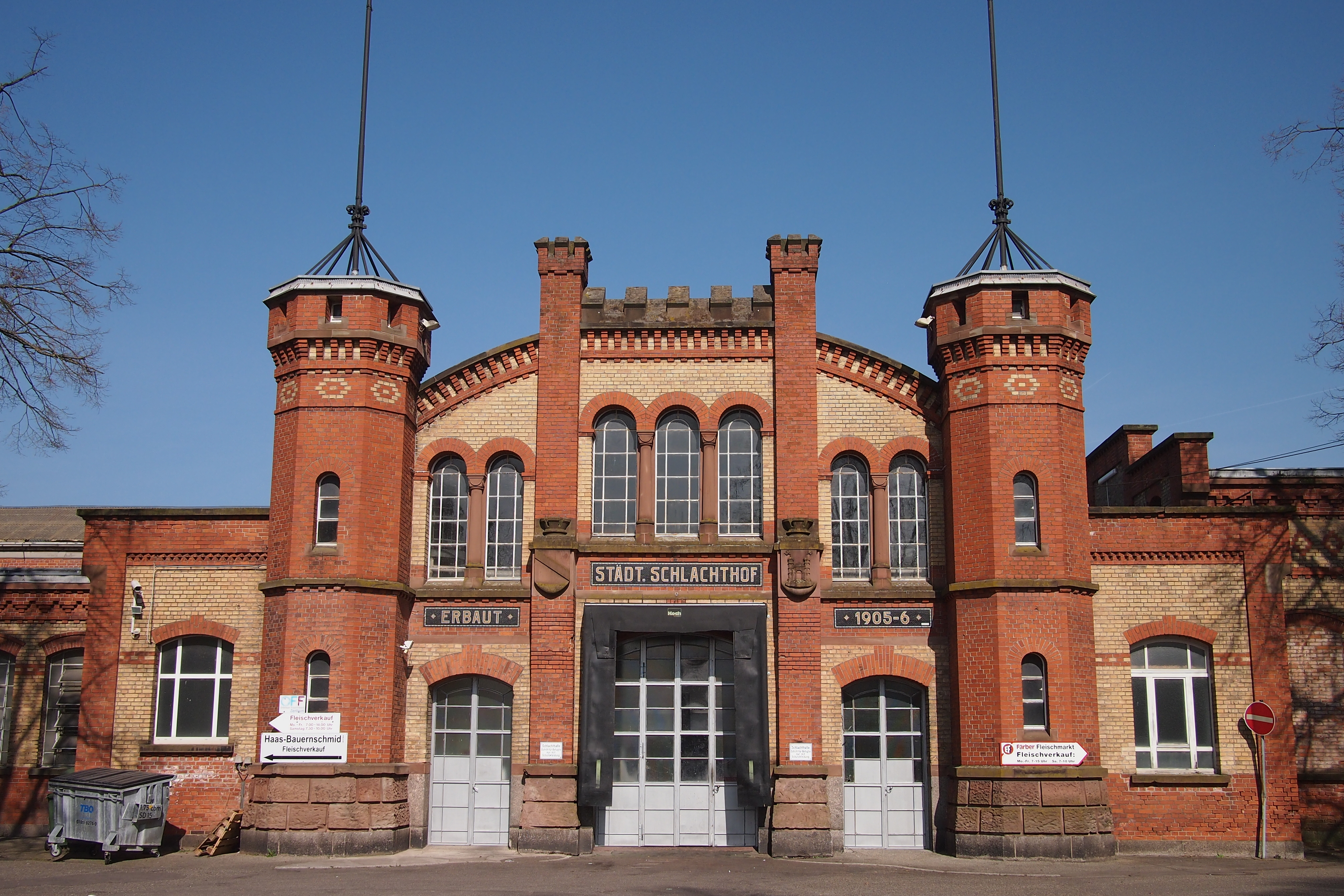
Schlachthof in Offenburg (2014)

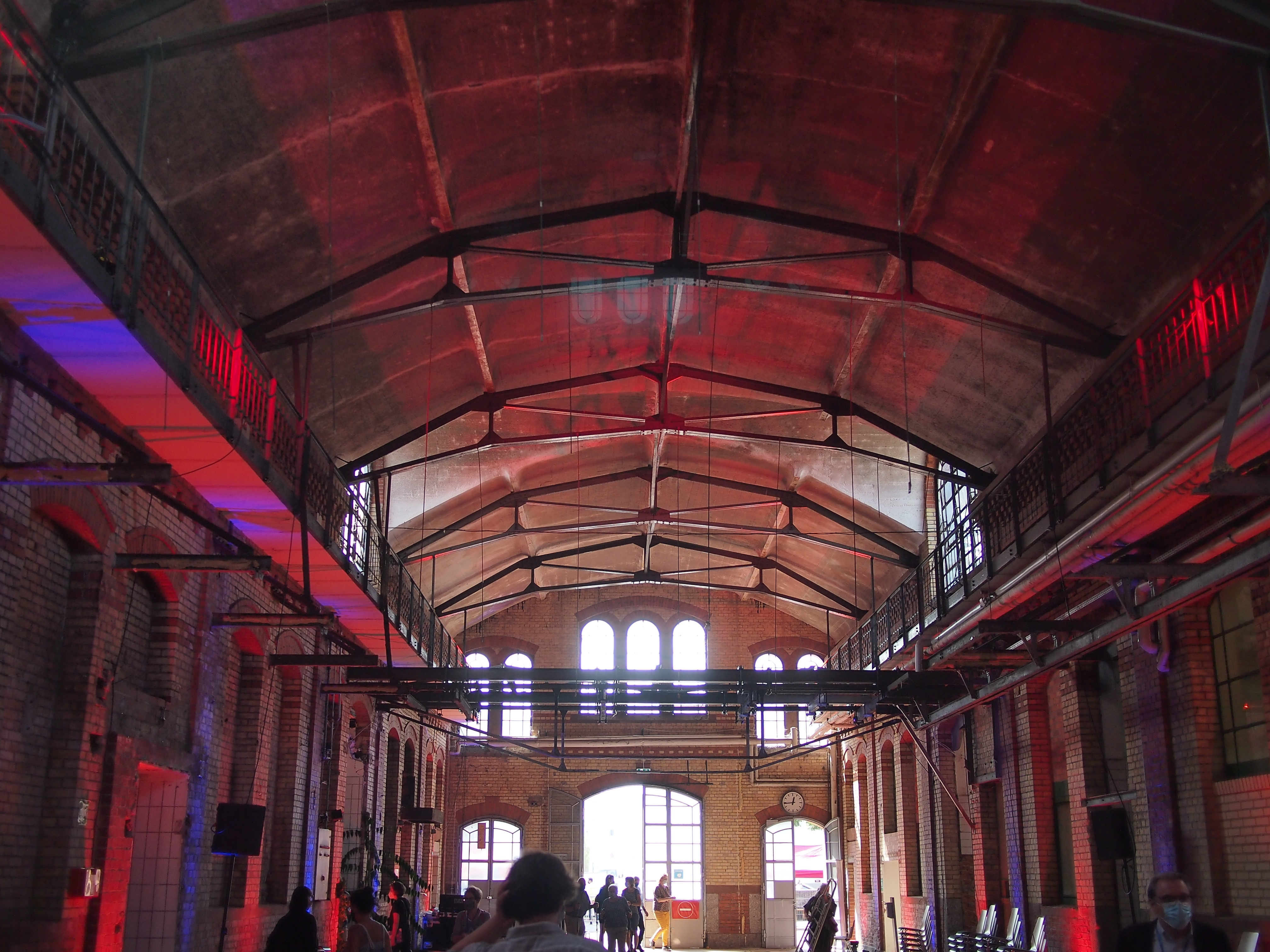
Innenansicht (2020)

Der Schlachthof in Offenburg wurde 1905/06 errichtet. Der Schlachthof in der Wasserstraße 22 wurde von der Stadt Offenburg gebaut und steht bis heute in ihrem Eigentum. Er wurde bis 2019 von Privatunternehmen als Schlachthof betrieben.
Das Bauwerk im Stil des Historismus aus Ziegelsteinmauerwerk ist an der Hauptfassade mit Rundbogenfenster ausgestattet, und der Eingang wird von zwei oktogonalen Türmen flankiert.
Der Schlachthof wurde 2019 geschlossen. Das Gebäude soll anschließend als kultur- und kreativwirtschaftliches Zentrum nachgenutzt werden.